# チャムロン・シームアン
チャムロン・シームアン（タイ語: จำลอง ศรีเมือง、英語: Chamlong Srimuang、中国名: 盧金河 1935年7月5日 - ）は、タイ王国の政治家、宗教家、元軍人。
副首相、バンコク都知事を務めた。

## 概要
両親は山東省からの移民である。陸軍士官学校を卒業し軍人として少将まで昇進したのち、政治家に転じる。パランタム党を創立し党首を務めた。仏教集団サンティアソークの熱烈な支援者としても知られる。
1992年には軍出身のスチンダー首相に反対する民主化運動を指導するなど（暗黒の5月事件参照）、反強権政治の指導者として活動しており、21世紀に入って以降のタクシン・シナワットをめぐる政治情勢の中では、反タクシンの立場を明確にしている。しかしながら実業家であったタクシンが政治家となり、結果として権力の旨みを知ることになったのは、1994年パランタム党への入党がすべての始まりであり、それを実現させたのは他ならぬチャムロン自身であった。2008年11月から12月にかけてスワンナプーム国際空港封鎖デモを起こしたことで知られる民主市民連合（PAD　タイ語: พันธมิตรประชาชนเพื่อประชาธิปไตย）の背後にはチャムロンの影響もあるとされる。